# 고흥 소록도 구 성실중고등성경학교 교사
고흥 소록도 구 성실중고등성경학교 교사(高興 小鹿島 舊 誠實中高等聖經學校 校舍)는 대한민국 전라남도 고흥군 도양읍에 있는 건축물이다. 2004년 2월 6일 대한민국의 국가등록문화재 제74호로 지정되었다.

## 개요
이 건물은 대한예수교장로회 소록교회 연합당회에서 교역자 양성을 목적으로 설립한 성실고등성경학교 교사이다. 전형적인 학교 건물로 앞쪽에 교실을 두고 뒤쪽에 복도를 두었으며, 목재 널판으로 마감하였다. 중앙 현관 포치 위쪽에 박공 모양의 캐노피를 두어 정면성을 강조하고 있으며, 그 위에 작은 십자가를 세워 종교 시설임을 나타내고 있다.

## 같이 보기
- 소록도

## 참고 자료
- 고흥 소록도 구 성실중고등성경학교 교사 - 국가유산청 국가유산포털